# AFCアジアカップ2004
AFCアジアカップ2004は、中華人民共和国で開催されたAFCアジアカップの第13回目に当たる大会。2004年アテネオリンピックの直前となる2004年7月17日から同年8月7日にかけて、北京市、重慶市、成都市、済南市の4つの都市で試合が行われた。日本が前回大会に続いて2連覇を果たし、FIFAコンフェデレーションズカップ2005への出場資格が与えられた。最優秀選手に中村俊輔が選ばれた。

## 大会総括

### 日本の連覇
日本代表は小野伸二と高原直泰が同年のアテネ五輪へのオーバーエイジ参加を優先して欠場（高原はその後、エコノミークラス症候群の影響で五輪も不参加）、移籍が決まったばかりのイタリアセリエA・ACRメッシーナへの早期合流を希望していた柳沢敦も招集が見送られたほか、負傷などで中田英寿、稲本潤一、久保竜彦、坪井慶介らが不参加と多くの主力選手を欠きながらも、中村俊輔の活躍や、それまで海外組にレギュラーを奪われていた国内組の奮起によって決勝トーナメントでは苦戦の連続を制し、二大会連続の優勝を飾った。

### 各国のレベル均等化
バーレーンやヨルダンはその典型例で、両者は前回大会には出場すらできなかったにもかかわらず、それぞれベスト4、ベスト8の好成績を挙げた。中央アジア、東南アジアから2チームが出場した。これは、出場枠が前回より4増えたことにもよるが、当時のAFC会長は「前回大会と比べて全体の競技レベルは下がらず、むしろ上がったように感じた」と今大会全体を総括している。
その一方で、カタール代表監督のフィリップ・トルシエは、成績不振を理由に大会途中で解任されている。

### 中国サポーターによるブーイング
日本はグループステージから決勝までの数試合、国歌演奏時や試合中に激しいブーイングを受けた。日本代表監督のジーコは「国歌演奏のときにブーイングするのは納得がいかない」と中国人のマナーについてコメントしている。特に、準々決勝のヨルダン戦では、日本の国歌演奏では観客の半数ほどは座ったままで、試合中は激しいブーイングが起き、PK戦では日本が外すと大歓声が起きた。この試合で日本は勝利を収めたものの、日本の勝利が決まった瞬間、日本のサポーターが歓声を上げると周りの観衆は紙コップなどのゴミをサポーターに向かって投げつけ、罵声を浴びせた。終了後、日本サポーターは警備員に囲まれて会場を後にした。尖閣諸島の領有権を主張する横断幕も掲げられ、観客のほとんどはヨルダンを応援していた。
重慶市内の中国人大学生は「小泉首相の靖国神社参拝など日本政府に不満があり、こんなに何万人もの人と一緒に不満を表せる機会はなく、とても楽しい」と話した。また中国では日本の試合が一部生中継されなかった。
中国青年報は、これらの行為について「こうした愛国には誰も喝采しない」とし「スポーツと政治を混同するな」と指摘し「北京五輪が待っていることを忘れるな」と書いている。中国紙が反日行為を咎めるのは珍しく、上記の生中継中止も含めて、2008年の北京五輪を前に人種差別的な行為に対する国際社会からの非難を避けたかったがための中国共産党の対応だったといえる（中国では香港・マカオを除きほぼ全てのメディアが中国共産党の影響下にあるため。ただ、香港・マカオでも中国共産党色の強いメディアが増えている）。
日本と中国の対戦となった決勝戦でも、試合前の君が代演奏が中国人観客の激しいブーイングを浴びたことについて、阿南惟茂在中華人民共和国日本国大使が現場で、陳至立国務委員や袁偉民国家体育総局長、王岐山北京市長らに「国旗、国歌に対する敬意が払われてしかるべきである」と抗議した。日本の勝利に終わった試合後には、原田親仁在中華人民共和国日本国大使館公使らの乗った大使館車両が徐行しながら会場のスタジアムを出ようとした際、取り囲んだ多数の中国人サポーターから車体をけられたり、物を投げつけられたりし、車体の側面がへこんだほか、後部の窓ガラスに穴が開き、しばらく走行した後、粉々になったため、日本大使館は同日夜、中国外務省に抗議。これに対し、北京市公安局は翌日未明、大使館に「警備上、不手際があった。誠に申し訳なかった」と謝罪した。

### U-23イラク代表の奮闘
イラク代表は、イラク戦争の戦乱により多くのA代表選手を失っていた。そこで将来へ向けての強化策として、AFCユース選手権2000で優勝した世代で、この年に開催されるアテネ五輪への出場を決めていた23歳以下の代表で臨むことを決めた。
このような事情もあって彼らの大会前の評判は低かったものの、いざ大会が始まるとグループリーグでサウジアラビアを2-1で破り、グループ2位で決勝トーナメント進出を果たした。準々決勝で地元中国に0-3で敗れたが、今大会の経験がアテネ五輪で4位に食い込む原動力のひとつとなり、AFCアジアカップ2007で優勝を果たした。

### PK戦中のサイド変更
準々決勝、日本－ヨルダン戦は同点のままPK戦にもつれ込んだ。日本の第一キッカー中村俊輔、第二キッカー三都主アレサンドロはいずれも枠を外してしまったが、これはペナルティマークのゴールに向かって右側付近の芝が荒れており、ともに左脚で蹴るため軸足が右脚だった両選手が滑ったためである。これを見かねた主将の宮本恒靖は「こんなPK戦はフェアではない」と主審に詰め寄り英語で交渉、主審の判断によりヨルダンの2人目の選手からPKサイドが変更された。サイド変更後のPK戦は、それぞれ3人目まで終了した時点でヨルダン3日本1で、ヨルダンがあと1本決めれば日本が敗退となる4人目から、日本のゴールキーパー川口能活が神がかり的なセーブを連発し、同点サドンデス方式に突入。日本の6人目中澤佑二が外すが川口がヨルダン6人目を再び防ぎ、続く日本の7人目宮本が決めた後、ヨルダンの7人目が川口の飛んだ逆側に蹴ったボールはゴールポストに跳ね返りゴールならず、日本が4-3という接戦を制した。

## 本大会
全試合、試合開始時刻は中国標準時（UTC+8）である。

### 本大会出場国
前回大会より4枠増え、16ヶ国による対戦となった。
- 中国 （開催国・8大会連続8度目）
- 日本 （前回優勝国・5大会連続5度目）
- ウズベキスタン （予選A組1位・3大会連続3度目）
- タイ （予選A組2位・4大会連続5度目）
- クウェート （予選B組1位・3大会連続8度目）
- カタール （予選B組2位・2大会連続6度目）
- サウジアラビア （予選C組1位・6大会連続6度目）
- インドネシア （予選C組2位・3大会連続3度目）
- イラン （予選D組1位・10大会連続10度目）
- ヨルダン （予選D組2位・初出場）
- オマーン （予選E組1位・初出場）
- 韓国 （予選E組2位・3大会連続10度目）
- イラク （予選F組1位・3大会連続5度目）
- バーレーン （予選F組2位・4大会ぶり2度目）
- トルクメニスタン （予選G組1位・初出場）
- アラブ首長国連邦 （予選G組2位・2大会ぶり6度目）

### 開催都市とスタジアム
| 都市   | 競技場                               |
| ------ | ------------------------------------ |
| 北京市 | 北京工人体育場                       |
| 済南市 | 山東体育場                           |
| 成都市 | 成都竜泉駅足球場                     |
| 重慶市 | 重慶市オリンピック・スポーツセンター |

### グループリーグ
出場16チームを4グループに分けて1回戦総当たり方式で行われた。
上位2チームがノックアウト方式の決勝トーナメントに進出した。

#### グループA
| 国名         | 勝点 | 試合 | 勝 | 分 | 負 | 得点 | 失点 | 差 |
| ------------ | ---- | ---- | -- | -- | -- | ---- | ---- | -- |
| 中国         | 7    | 3    | 2  | 1  | 0  | 8    | 2    | +6 |
| バーレーン   | 5    | 3    | 1  | 2  | 0  | 6    | 4    | +2 |
| インドネシア | 3    | 3    | 1  | 0  | 2  | 3    | 9    | -6 |
| カタール     | 1    | 3    | 0  | 1  | 2  | 2    | 4    | -2 |

| 2004年7月17日 20:00 |

| 中国                           | 2 - 2 | バーレーン                                    |
| 鄭智 58分 (pen.) · 李金羽 66分 |       | モハメド・フバイル 41分 · フセイン・アリ 89分 |

| 北京工人体育場、北京 観客数: 40,000人 |

| 2004年7月18日 17:00 |

| カタール              | 1 - 2 | インドネシア                                        |
| マジド・ムハメド 83分 |       | ブディ・スダルソノ 26分 · ポナリオ・アスタマン 48分 |

| 北京工人体育場、北京 観客数: 5,000人 |

| 2004年7月21日 18:30 |

| バーレーン                | 1 - 1 | カタール                     |
| モハメド・フバイル 90+1分 |       | ウェサム・リジク 58分 (pen.) |

| 北京工人体育場、北京 観客数: 48,000人 |

| 2004年7月21日 21:00 |

| 中国                                                    | 5 - 0 | インドネシア |
| 邵佳一 24分, 65分 · 郝海東 39分 · 李明 51分 · 李毅 80分 |       |              |

| 北京工人体育場、北京 観客数: 48,000人 |

| 2004年7月25日 19:00 |

| バーレーン                                                      | 3 - 1 | インドネシア          |
| フセイン・アリ 43分 · アラ・フバイル 57分 · タラル・ユスフ 82分 |       | エリー・アイボイ 75分 |

| 山東体育場、済南 観客数: 20,000人 |

| 2004年7月25日 19:00 |

| 中国        | 1 - 0 | カタール |
| 徐云龙 78分 |       |          |

| 北京工人体育場、北京 観客数: 60,000人 |

#### グループB
| 国名             | 勝点 | 試合 | 勝 | 分 | 負 | 得点 | 失点 | 差 |
| ---------------- | ---- | ---- | -- | -- | -- | ---- | ---- | -- |
| 韓国             | 7    | 3    | 2  | 1  | 0  | 6    | 0    | +6 |
| ヨルダン         | 5    | 3    | 1  | 2  | 0  | 2    | 0    | +2 |
| クウェート       | 3    | 3    | 1  | 0  | 2  | 3    | 7    | -4 |
| アラブ首長国連邦 | 1    | 3    | 0  | 1  | 2  | 1    | 5    | -4 |

| 2004年7月19日 18:30 |

| 韓国 | 0 - 0 | ヨルダン |
|      |       |          |

| 山東体育場、済南 観客数: 26,000人 |

| 2004年7月19日 21:00 |

| クウェート                                                        | 3 - 1 | アラブ首長国連邦 |
| バシャール・アブドゥッラー 25分 · バデル・アル・ムトワ 40分, 45分 |       | ラシッド 47分    |

| 山東体育場、済南 観客数: 31,250人 |

| 2004年7月23日 18:30 |

| ヨルダン                                        | 2 - 0 | クウェート |
| カーレド・サイード 90+2分 · アル・ズボン 90+3分 |       |            |

| 山東体育場、済南 観客数: 28,000人 |

| 2004年7月23日 21:00 |

| アラブ首長国連邦 | 0 - 2 | 韓国                        |
|                  |       | 李東国 41分 · 安貞桓 90+1分 |

| 山東体育場、済南 観客数: 30,000人 |

| 2004年7月27日 19:00 |

| 韓国                                              | 4 - 0 | クウェート |
| 李東国 24分, 40分 · 車ドゥリ 45+1分 · 安貞桓 75分 |       |            |

| 山東体育場、済南 観客数: 15,000人 |

| 2004年7月27日 19:00 |

| ヨルダン | 0 - 0 | アラブ首長国連邦 |
|          |       |                  |

| 北京工人体育場、北京 観客数: 25,000人 |

#### グループC
| 国名             | 勝点 | 試合 | 勝 | 分 | 負 | 得点 | 失点 | 差 |
| ---------------- | ---- | ---- | -- | -- | -- | ---- | ---- | -- |
| ウズベキスタン   | 9    | 3    | 3  | 0  | 0  | 3    | 0    | +3 |
| イラク           | 6    | 3    | 2  | 0  | 1  | 5    | 4    | +1 |
| トルクメニスタン | 1    | 3    | 0  | 1  | 2  | 4    | 6    | -2 |
| サウジアラビア   | 1    | 3    | 0  | 1  | 2  | 3    | 5    | -2 |

| 2004年7月18日 18:45 |

| サウジアラビア                          | 2 - 2 | トルクメニスタン                                         |
| ヤセル・アル＝カフタニ 9分 (pen.), 59分 |       | ナザール・バイラモフ 7分 · Begençmuhammet Kulyýew 90+3分 |

| 成都竜泉駅足球場、成都 観客数: 12,400人 |

| 2004年7月18日 21:15 |

| イラク | 0 - 1 | ウズベキスタン |
|        |       | カシモフ 21分  |

| 成都竜泉駅足球場、成都 観客数: 12,400人 |

| 2004年7月22日 18:30 |

| トルクメニスタン                                     | 2 - 3 | イラク                                                                        |
| Wladimir Baýramow 14分 · Begençmuhammet Kulyýew 85分 |       | ハワル・ムラ・モハメド 12分 · ラザク・ファルハン 81分 · クサイ・ムニール 88分 |

| 成都竜泉駅足球場、成都 観客数: 22,000人 |

| 2004年7月22日 21:00 |

| ウズベキスタン  | 1 - 0 | サウジアラビア |
| ゲインリフ 11分 |       |                |

| 成都竜泉駅足球場、成都 観客数: 22,000人 |

| 2004年7月26日 19:00 |

| サウジアラビア                  | 1 - 2 | イラク                                            |
| ハマド・アル＝モンタシャリ 56分 |       | ナシャト・アクラム 50分 · ユニス・マフムード 86分 |

| 成都竜泉駅足球場、成都 観客数: 15,000人 |

| 2004年7月26日 19:00 |

| トルクメニスタン | 0 - 1 | ウズベキスタン |
|                  |       | カシモフ 57分  |

| 重慶市奥林匹克体育中心、重慶 観客数: 34,000人 |

#### グループD
| 国名     | 勝点 | 試合 | 勝 | 分 | 負 | 得点 | 失点 | 差 |
| -------- | ---- | ---- | -- | -- | -- | ---- | ---- | -- |
| 日本     | 7    | 3    | 2  | 1  | 0  | 5    | 1    | +4 |
| イラン   | 5    | 3    | 1  | 2  | 0  | 5    | 2    | +3 |
| オマーン | 4    | 3    | 1  | 1  | 1  | 4    | 3    | +1 |
| タイ     | 0    | 3    | 0  | 0  | 3  | 1    | 9    | -8 |

| 2004年7月20日 18:00 |

| 日本          | 1 - 0 | オマーン |
| 中村俊輔 34分 |       |          |

| 重慶市奥林匹克体育中心、重慶 観客数: 35,000人 |

| 2004年7月20日 20:30 |

| イラン                                                                     | 3 - 0 | タイ |
| レザ・エナヤティ 70分 · ジャバド・ネクナム 80分 · アリ・ダエイ 86分 (pen.) |       |      |

| 重慶市奥林匹克体育中心、重慶 観客数: 37,000人 |

| 2004年7月24日 18:00 |

| オマーン                        | 2 - 2 | イラン                                          |
| イマド・アル・ホサニ 32分, 41分 |       | アリ・カリミ 72分 · モハマド・ノスラティ 90+4分 |

| 重慶市奥林匹克体育中心、重慶 観客数: 35,000人 |

| 2004年7月24日 20:30 |

| タイ                        | 1 - 4 | 日本                                                |
| ステー・スクサムキット 11分 |       | 中村俊輔 21分 · 中澤佑二 56分, 87分 · 福西崇史 68分 |

| 重慶市奥林匹克体育中心、重慶 観客数: 45,000人 |

| 2004年7月28日 18:15 |

| オマーン                                                             | 2 - 0 | タイ |
| ランサン・ビバチャイチョック 11分 (o.g.) · イマド・アル・ホサニ 49分 |       |      |

| 成都竜泉駅足球場、成都 観客数: 13,000人 |

| 2004年7月28日 18:15 |

| 日本 | 0 - 0 | イラン |
|      |       |        |

| 重慶市奥林匹克体育中心、重慶 観客数: 52,000人 |

### 決勝トーナメント
ノックアウト方式で行われ、90分間の試合で勝敗が決しない場合は30分の（ゴールデンゴール方式やシルバーゴール方式でない）延長戦が行われ、さらに勝敗が決しない場合はPK戦によって勝者を決した。

#### トーナメント
|  | 準々決勝       | 準々決勝      |               |        | 準決勝    | 準決勝    |  |  | 決勝 | 決勝 |
|  |                |               |               |        |           |           |  |  |      |      |
|  | 7月30日 - 北京 |               |               |        |           |           |  |  |      |      |
|  |                |               |               |        |           |           |  |  |      |      |
|  | 中国           | 3             |               |        |           |           |  |  |      |      |
|  | 中国           | 3             | 8月3日 - 北京 |        |           |           |  |  |      |      |
|  | イラク         | 0             |               |        |           |           |  |  |      |      |
|  | イラク         | 0             | 中国          | 1(PK4) |           |           |  |  |      |      |
|  | 7月31日 - 済南 |               | 中国          | 1(PK4) |           |           |  |  |      |      |
|  |                | イラン        | 1(PK3)        |        |           |           |  |  |      |      |
|  | 韓国           | イラン        | 1(PK3)        | 3      |           |           |  |  |      |      |
|  | 韓国           |               | 8月7日 - 北京 | 3      |           |           |  |  |      |      |
|  | イラン         | 4             |               |        |           |           |  |  |      |      |
|  | イラン         | 4             | 中国          | 1      |           |           |  |  |      |      |
|  | 7月30日 - 成都 |               | 中国          | 1      |           |           |  |  |      |      |
|  |                | 日本          | 3             |        |           |           |  |  |      |      |
|  | ウズベキスタン | 日本          | 3             | 2(PK3) |           |           |  |  |      |      |
|  | ウズベキスタン | 8月3日 - 済南 |               | 2(PK3) |           |           |  |  |      |      |
|  | バーレーン     | 2(PK4)        |               |        |           |           |  |  |      |      |
|  | バーレーン     | 2(PK4)        | バーレーン    | 3      |           |           |  |  |      |      |
|  | 7月31日 - 重慶 |               | バーレーン    | 3      |           |           |  |  |      |      |
|  |                | 日本          | 4(aet)        |        | 3位決定戦 | 3位決定戦 |  |  |      |      |
|  | 日本           | 日本          | 4(aet)        | 1(PK4) | 3位決定戦 | 3位決定戦 |  |  |      |      |
|  | 日本           |               | 8月6日 - 北京 | 1(PK4) |           |           |  |  |      |      |
|  | ヨルダン       | 1(PK3)        |               |        |           |           |  |  |      |      |
|  | ヨルダン       | 1(PK3)        | イラン        | 4      |           |           |  |  |      |      |
|  |                |               |               |        |           |           |  |  |      |      |
|  | バーレーン     | 2             |               |        |           |           |  |  |      |      |
|  | バーレーン     | 2             |               |        |           |           |  |  |      |      |

#### 準々決勝
| 2004年7月30日 18:00 |

| ウズベキスタン                                                                               | 2 - 2 (延長) | バーレーン                                                               |
| アレクサンドル・ゲインリフ 60分 · Vladimir Shishelov 86分                                    |              | アラ・フバイル 71分、 76分                                               |
|                                                                                              | PK戦         |                                                                          |
| Andrei Fyodorov セルヴェル・ジェパロフ アレクサンドル・ゲインリフ ビクマエフ Leonid Koshelev | 3 – 4        | フセイン・アリ モハメド・ジュマ フセイン・ババ ファルハン アラ・フバイル |

| 成都竜泉駅足球場、成都 観客数: 18,000人 |

| 2004年7月30日 21:00 |

| 中国                                         | 3 - 0 | イラク |
| 郝海東 8分 · 鄭智 79分 (pen.), 90+2分 (pen.) |       |        |

| 北京工人体育場、北京 観客数: 60,000人 |

| 2004年7月31日 18:00 |

| 日本                                                                     | 1 - 1 (延長) | ヨルダン                                                     |
| 鈴木隆行 14分                                                            |              | モハメド・シェルバイエ 11分                                  |
|                                                                          | PK戦         |                                                              |
| 中村俊輔 三都主アレサンドロ 福西崇史 中田浩二 鈴木隆行 中澤佑二 宮本恒靖 | 4 – 3        | アブズマ ラテブ ハテム シュボウル ファイサル アナス バシャル |

| 重慶市奥林匹克体育中心、重慶 観客数: 52,000人 |

| 2004年7月31日 21:00 |

| 韓国                                    | 3 - 4 | イラン                                             |
| 薛琦鉉 16分 · 李東国 25分 · 金南一 68分 |       | アリ・カリミ 10分, 20分, 77分 · 朴珍燮 51分 (o.g.) |

| 山東体育場、済南 観客数: 20,000人 |

#### 準決勝
| 2004年8月3日 18:00 |

| バーレーン                              | 3 - 4 (延長) | 日本                                                |
| アラ・フバイル 6分 71分 · ナーセル 85分 |              | 中田浩二 48分 · 玉田圭司 55分, 93分 · 中澤佑二 90分 |

| 山東体育場、済南 観客数: 32,000人 |

| 2004年8月3日 21:00 |

| 中国                           | 1 - 1 (延長) | イラン                                                                                 |
| 邵佳一 19分                    |              | アラヴィー 38分                                                                        |
|                                | PK戦         |                                                                                        |
| 鄭智 肇俊哲 李霄鵬 孫祥 邵佳一 | 4 – 3        | アリ・ダエイ メフディ・マハダヴィキア ジャバド・ネクナム モブアリー ゴルモハンマディー |

| 北京工人体育場、北京 観客数: 55,000人 |

#### 3位決定戦
| 2004年8月6日 20:00 |

| イラン                                                                       | 4 - 2 | バーレーン                            |
| ジャバド・ネクナム 9分 · アリ・カリミ 52分 · アリ・ダエイ 80分 (pen.)、 90分 |       | タラル・ユスフ 48分 · ファルハン 57分 |

| 北京工人体育場、北京 観客数: 10,000人 |

#### 決勝
| 2004年8月7日 20:00 |

| 中国      | 1 - 3 | 日本                                            |
| 李明 33分 |       | 福西崇史 22分 · 中田浩二 65分 · 玉田圭司 90+1分 |

| 北京工人体育場、北京 観客数: 62,000人 |

## 最終結果
| AFCアジアカップ2004優勝国 |
| ------------------------- |
| · 日本 · 2大会連続3度目   |

## 表彰
| MVP      | 得点王                      | フェアプレー賞 |
| -------- | --------------------------- | -------------- |
| 中村俊輔 | アリ・カリミ アラ・フバイル | 中国           |

### ベスト11
| GK       | DF                     | MF                                                   | FW                          |
| -------- | ---------------------- | ---------------------------------------------------- | --------------------------- |
| 川口能活 | 宮本恒靖 中澤佑二 鄭智 | 中村俊輔 邵佳一 肇俊哲 マハダヴィキア タラル・ユスフ | アラ・フバイル アリ・カリミ |

### 得点ランキング
5 ゴール
- アリ・カリミ
- アラ・フバイル

4 ゴール
- 李東国

3 ゴール
- 中澤佑二
- 玉田圭司
- 邵佳一
- 鄭智
- アリ・ダエイ
- イマド・アル・ホサニ